# Lubo
Lubo és una pel·lícula dramàtica del 2023 dirigida per Giorgio Diritti. El guió va ser escrit per Diritti i Fredo Valla, a partir d'una idea de Giorgio Diritti, Fredo Valla i Tania Pedroni. Està basada en la novel·la de 2004 de Mario Cavatore Il seminaritore. És una coproducció italiana i suïssa. S'ha doblat i subtitulat al català.
La pel·lícula va ser seleccionada per competir pel Lleó d'Or al 80è Festival Internacional de Cinema de Venècia, on es va estrenar el 7 de setembre de 2023. Es va estrenar a Itàlia el 9 de novembre de 2023.

## Sinopsi
El 1939, Lubo Moser, a un artista de carrer nòmada d'origen jenisch el criden al servei militar a l'exèrcit suís per protegir la frontera. S'assabenta a través del seu cosí que la policia ha pres els seus fills com a part de la Kinder der Landstrasse, un programa nacional de reeducació influenciat pels principis de l'eugenèsia. En Lubo busca els seus fills sense parar i vol venjar-se a la seva manera.

## Repartiment
- Franz Rogowski com a Lubo Moser
- Christophe Sermet com a Motti
- Valentina Bellè com a Margherita
- Noémi Besedes com a Elsa
- Cecilia Steiner com a Klara
- Joel Basman com a Bruno Reiter
- Filippo Giulini com a Antonio
- Alessandro Zappella

## Producció
El film va ser produït per Indiana Production, Aranciafilm, Rai Cinema, Hugofilm Features i Proxima Milano, en coproducció amb RSI Radiotelevisione Svizzera SRG/SSR, i amb el suport de la Direzione Generale Cinema e Audiovisivo MiC, l'Oficina Federal de Cultura de Suïssa, Zürcher Filmstiftung, IDM Film Commission Alto Adige, Film Commission Torino Piemonte i Trentino Film Commission.
La pel·lícula es va rodar al llarg de nou setmanes al Piemont, al Tirol del Sud, a la província de Trento i a Suïssa.

## Estrena
Lubo va competir pel Lleó d'Or al 80è Festival Internacional de Cinema de Venècia, on es va exhibir per primer el 7 de setembre de 2023. Es va estrenar als cinemes d'Itàlia el 9 de novembre de 2023 per 01 Distribution.